# Bruna svizzera americana
La Bruna svizzera o Bruna svizzera americana (en: Brown Swiss) è una razza bovina da latte degli USA, selezionata a partire dalla razza Braunvieh per massimizzare la produzione casearia a discapito della carne e della forza lavoro. La resa del latte (al 4% di grasso di burro e il 3,5% di proteine, adatto per la produzione di formaggio) è stata misurata nel 2013 in 10 231 kg (22 600 lb) l'anno.
Nel XX secolo la Brown Swiss è divenuta una razza bovina diffusa globalmente, con sette milioni di capi stimati nel 1990. È stato molto usato per l'allevamento incrociato e ha influenzato una serie di razze moderne.

## Storia
La Braunvieh è una razza bovina antica a triplice attitudine (latte, carne e forza lavoro) della Svizzera. Fu importata negli Stati Uniti d'America nel 1869, quando sette mucche e un toro furono spediti a Henry M. Clark a Belmont (Massachusetts), sino al 1906, quando le importazioni di bestiame negli USA furono vietate per paura di pandemie. La Brown Swiss fu selezionata dagli americani a partire da 167 esemplari importati in quegli anni: la Brown Swiss Cattle Breeders' Association fu fondata nel 1880 e il primo libro genealogico risale al 1889. Alla fine del XIX secolo l'allevamento era destinato al miglioramento dell'industria casearia e nel 1911 fu aperto un registro di produzione per le mucche. Dal 1940 la razza divenne sempre più diffusa In USA. Entro la metà del XX secolo, l'allevamento selettivo intensivo e l'eccessiva consanguineità portarono a una perdita di diversità genetica e ad un aumento dei difetti genetici trasmissibili come i fattori recessivi per la mieloencefalopatia degenerativa progressiva bovina ("malattia del tessitore") e l'atrofia muscolare spinale, entrambe ad alta percentuale di portatori nella Brown Swiss (rispettivamente 2,6% e 9,2%).
La Brown Swiss fu esportata in varie parti del mondo, sia in-vivo sia come  embrioni o sperma. È stata molto utilizzata per l'allevamento incrociato, specie con le "Brune" d'Austria, Germania e Svizzera. Nel 1990 la popolazione mondiale era stimata in circa sette milioni di capi.

## Morfologia
La Brown Swiss è di medie dimensioni, con mantello marrone grigiastro chiaro con variazioni dal quasi bianco a grigio o marrone scuro e ombreggiature (quarti anteriori spesso più scuri delle gambe e delle parti posteriori). Il muso è nero, inanellato di bianco crema.

## Utilizzo
Il latte della Brown Swiss è unico, con acidi grassi a catena più lunga rispetto a quello di altre popolari razze da latte e con globuli di grassi più piccoli nella crema. Queste caratteristiche fanno sì che la panna aumenti molto più lentamente nel latte delle Brown Swiss rendendolo, insieme al rapporto tra grassi e proteine, un latte ideale per la produzione casearia.